# Borgen (Ullensaker)
Borgen este o localitate din comuna Ullensaker, provincia Akershus, Norvegia, cu o suprafață de 0,53 km² și o populație de 938 locuitori (2013).